# Cykloadice
Cykloadice je pericyklická reakce, během které zanikají dvě vazby π a vznikají dvě nové σ-vazby. Cykloadice jsou často popisovány pomocí počtu účastnících se atomů. Např. Dielsovu–Alderovu reakci lze označit jako [4 + 2] cykloadici. Tento typ reakcí patří mezi nepolární adice. Podobně jako další cyklizační reakce, např. trimerizace alkenů nebo enové reakce.
Termicky aktivované cykloadice se účastní 4n+2 π-elektronů výchozí látky. Tato reakce nastává v uspořádání reaktantů suprafaciální-suprafaciální nebo antarafaciální-antarafaciální. Například jde o dimerizace ketenů.
Fotochemicky aktivované cykloadice se účastní 4 π elektrony výchozí látky. U jednoho reaktantu dojde k excitaci elektronu z HOMO (π-vazebný orbital) do LUMO (π*-antivazebný orbital). Z důvodu symetrie molekulových orbitalů musí být uspořádání reaktantů suprafaciální-suprafaciální.

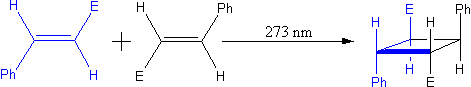
Příklad fotochemicky aktivované cykloadice

Někdy může být π-elektronový systém nahrazen cyklopropanovým kruhem, který má podobné vlastnosti.

## Typy cykloadicí
- Dielsova–Alderova reakce
- 1,3-dipolární cykloadice